# Ремоска
Ремоска (чеськ. remoska) - це невелика електрична портативна піч з підігрівом зверху. Її найголовнішою складовою є кришка з вбудованим електричним нагрівальним дротом, заскленим круглим віконцем і вентиляційними отворами для виходу пари. Ця кришка поставляється з чашами різної глибини - трьох розмірів. Тепло від кришки випромінюється зверху і рівномірно розподіляється по боках чаші, тому знизу не обпікає. Температура всередині чаші залежить від кількості та типу їжі, що готується, і складає діапазон від 160 до 180 °C, її не можна регулювати або програмувати. У комплекті також є підставка та знімний шнур живлення.
Готувати і випікати в печі дуже легко, а їжа, приготована в ній, не втрачає воду, м'ясо не пересихає, і, наприклад, курку, приготовану в звичайній духовці, не можна порівняти з куркою, приготованою в ремосці.

## Історія

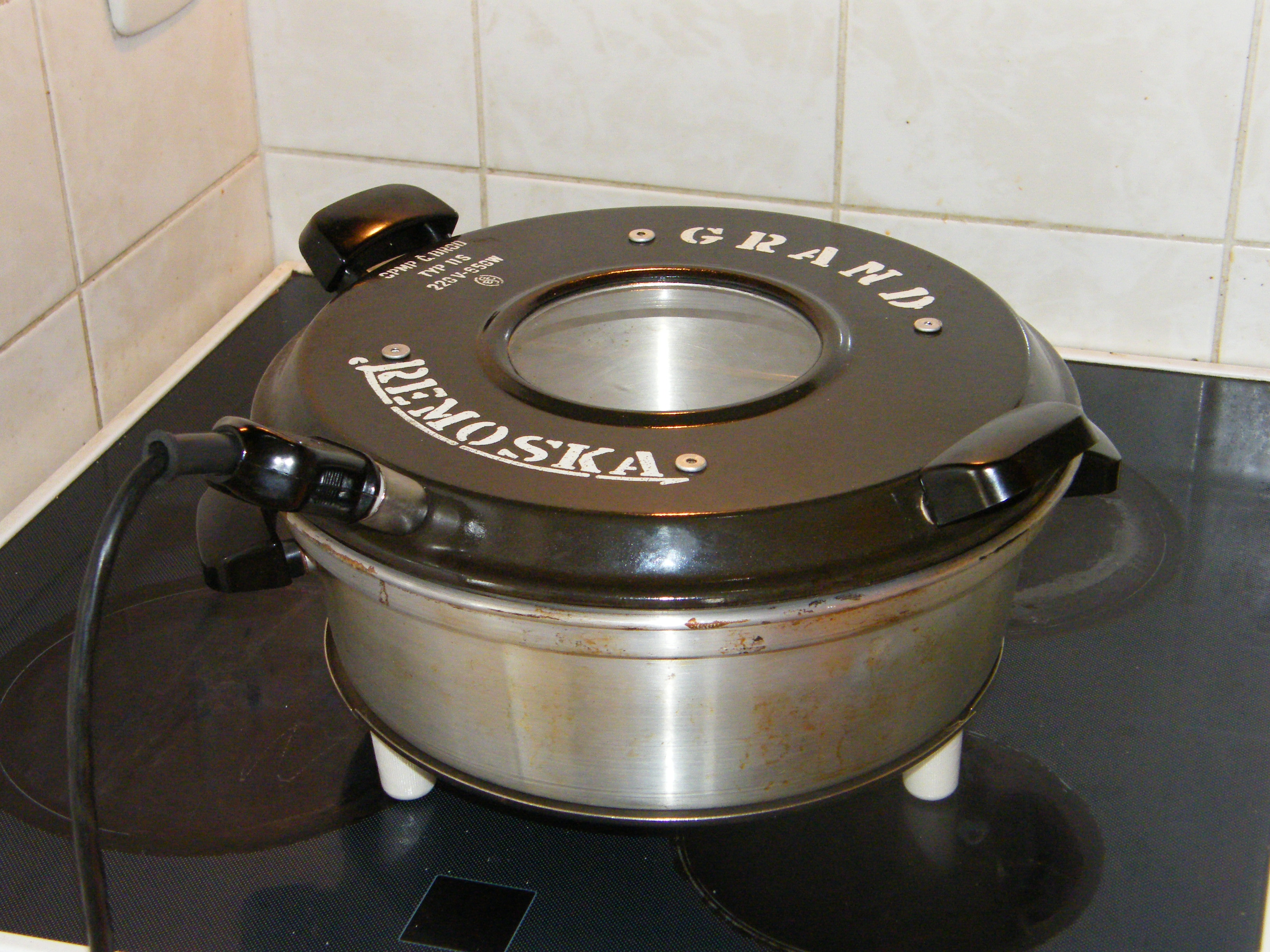
Ремоска

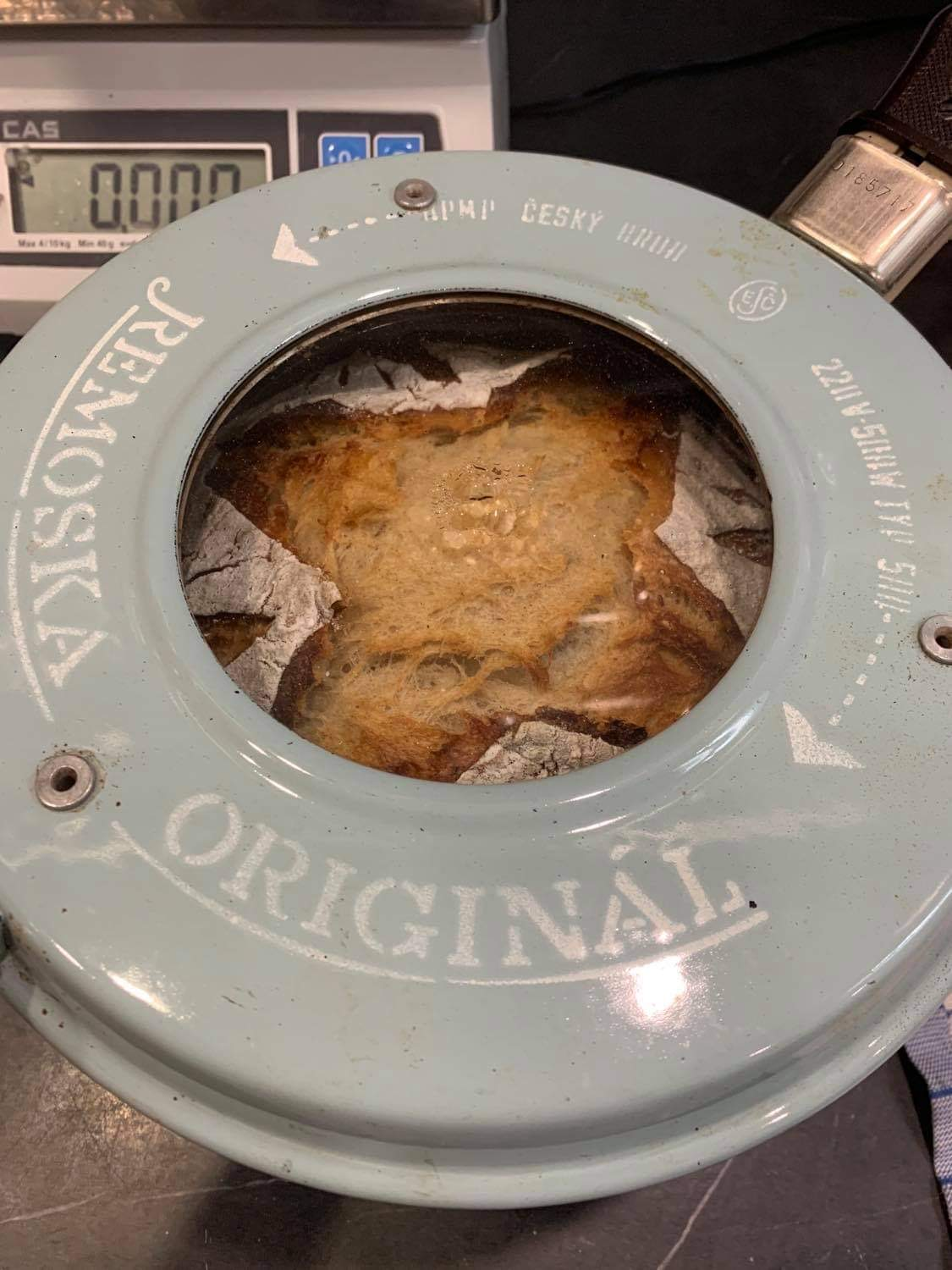
Випічка хліба в ремосці

Ремоска була створена на початку 1950-х років Олдржихом Хомутою і була натхненна електричним горщиком. Хомута та його співробітники продовжували вдосконалювати ремоску (перші прототипи були виготовлені в 1953-1955 роках). тому перша ремоска все ще називалася ХУТ (HUT) (за ініціалами Олдржіха Хомути, Їндржіха Ухера та Антоніна Тибурца). Невелика майстерня Хомута була націоналізована і приєднана до місцевої господарської компанії REMOS ((= revize, elektro, montáže, opravy, servis, тобто ревізія, електрика, монтаж, ремонт, обслуговування). (REMOS також виробляв, наприклад, тримачі запобіжників для приладів).
Перші ремоски почали масово виробляти в Здіце, оскільки місцева компанія спеціалізувалася на печах (її продукція з 1926 року носила бренд ESČ). У 1957 році виробництво було перенесено до Ондржеєва в рамках OKP (районної металургійної компанії) Брандис над Лабем, а потім на новий завод у Костельці-над-Чорними-Лесами. Згодом виробництво перейшло до компанії "Карма" в Чеському Броді, де виробництво було зупинено. До 1991 року було вироблено 2,7 мільйона штук ремосок усіх розмірів.
Торговельна марка легендарної ремоски була придбана парою підприємців Їржі Блажеком та Владіміром Улічником, які в 1994 році перенесли виробництво у Френштат-під-Радгоштем. У 1999 році була придбана ліцензія компанії DuPont на напилення алюмінію з тефлоновим покриттям. Ціна відродженої ремоски у 2021 році становила приблизно 2300 чеських крон без ПДВ за меншу дволітрову версію (у 1960-х роках менша версія коштувала 180 крон, а більша чотирилітрова - 210 крон).

## Експорт
У 2003 році продукт був експортований до Великобританії, а потім поступово до інших країн. Понад 50% продукції експортується. Основна заслуга в експорті ремоски за кордон належить маркетинговому просуванню леді Мілени Гренфелл-Бейнс (уродженої Флейшман, *1929, Прага), яку прозвали "Пані Ремоска" . З 1939 року жила у Великій Британії, куди виїхала на дитячому транспорті, відправленому з Праги сером Ніколасом Вінтоном. До 1937 року жила у Просічі, а її батько Рудольф Флейшман був одним з ініціаторів надання права на чехословацьке громадянство німецькому письменнику Томасу Манну.